# Сімферопольський сільський округ
Сімферо́польський сільський округ (каз. Симферополь ауылдық округі, рос. Симферопольский сельский округ) — адміністративна одиниця у складі Зерендинського району Акмолинської області Казахстану. Адміністративний центр — село Сімферопольське.
Населення — 1182 особи (2021; 1438 у 2009, 1876 у 1999, 2252 у 1989).
Станом на 1989 рік існувала Сімферопольська сільська рада (села Булак, Жолдибай, Озерне, Сімферопольське) колишнього Кокчетавського району. Село Озерне було ліквідоване 2006 року.

## Склад
До складу округу входять такі населені пункти:
| Населений пункт       | Населення, осіб (1989) | Населення, осіб (1999) | Населення, осіб (2009) | Населення, осіб (2021) |
| --------------------- | ---------------------- | ---------------------- | ---------------------- | ---------------------- |
| Булак, село           | 281                    | 292                    | 230                    | 143                    |
| Жолдибай, село        | 346                    | 342                    | 269                    | 167                    |
| Озерне, село          | 56                     | 14                     | -                      | -                      |
| Сімферопольське, село | 1569                   | 1228                   | 939                    | 872                    |